# Бесе сир Бре
Бесе сир Бре (фр. Bessé-sur-Braye) је насељено место у Француској у региону Лоара, у департману Сарт.
По подацима из 2011. године у општини је живело 2301 становника, а густина насељености је износила 111,7 становника/km².

## Демографија
| 1962. | 1968. | 1975. | 1982. | 1990. | 2011. |
| ----- | ----- | ----- | ----- | ----- | ----- |
| 2.663 | 2.667 | 3.000 | 2.919 | 2.815 | 2.301 |